# Einrichtung nach Art. 36 Einigungsvertrag
Vom 3. Oktober 1990, dem Tag der Deutschen Einheit, bis 31. Dezember 1991 versorgte die Einrichtung nach Art. 36 Einigungsvertrag das Gebiet der ehemaligen DDR mit Hörfunk und Fernsehen nach den allgemeinen Grundsätzen des öffentlich-rechtlichen Rundfunks. Sie ersetzte den vorherigen Staatsrundfunk der DDR und war Vorgänger der Landesrundfunkanstalten in den fünf neuen Ländern und Ost-Berlin.

## Entstehungsgeschichte
Im Gegensatz zur Bundesrepublik Deutschland, wo nach 1945 der Staatsrundfunk der Zeit des Nationalsozialismus durch eine öffentlich-rechtliche, dezentral von den Bundesländern verantwortete Rundfunkorganisation mit Landesrundfunkanstalten ersetzt wurde, lebte in der DDR der Staatsrundfunk des „Dritten Reiches“ als Staatsrundfunk der DDR unter Führung des Zentralkomitees der SED organisatorisch weiter. Das Staatliche Komitee für Rundfunk (Hörfunk) und das Staatliche Komitee für Fernsehen waren für das Programm, die Studiotechnik der Deutschen Post für die Produktion und technische Abwicklung zuständig.
Bei den Beitrittsverhandlungen zwischen der Bundesrepublik Deutschland und der DDR war politischer Wille, dass das Organisationsmodell des Rundfunks in der DDR beendet werden sollte und das westdeutsche Modell Grundlage neuer Landesrundfunkanstalten in den ostdeutschen Bundesländern werden sollte. Da gleichzeitig das politisch belastete und unglaubwürdig gewordene Personal des Staatsrundfunks nicht in den neuen Landesrundfunkanstalten einfach weitermachen sollte und der Apparat des DDR-Hörfunks und -Fernsehens viel zu aufgebläht war für eine moderne Rundfunkanstalt, musste die alte Organisation beendet werden, es durfte keinen Betriebsübergang und keinen Übergang von Arbeitsverträgen in die neuen Landesrundfunkanstalten geben. Gleichzeitig aber brauchten die erst am 22. Juli 1990 durch DDR-Gesetz gegründeten neuen Länder, die erst am 14. Oktober 1990 ihre Landtage wählten, Zeit, die Gesetze für die neuen Landesrundfunkanstalten zu verabschieden und diese dann auch aufzubauen.
Bis dahin sollten der Bildschirm nicht schwarz und das Radio nicht stumm bleiben. Geregelt haben die Verhandlungspartner diese Zwischenzeit im Kapitel VIII „Kultur, Bildung und Wissenschaft, Sport“ des Einigungsvertrags und zwar im Artikel 36 mit der Überschrift „Rundfunk“. Darin haben sie für 15 Monate eine eigene „Einrichtung“ für den Weiterbetrieb von Radio und Fernsehen im Beitrittsgebiet vorgesehen. Im Absatz 1 des Artikels heißt es:
„Der Rundfunk der DDR und der Deutsche Fernsehfunk werden als gemeinschaftliche staatsunabhängige, rechtsfähige Einrichtung von den in Artikel 1 Abs.1 genannten Ländern und dem Land Berlin für den Teil, in dem das Grundgesetz bisher nicht galt, bis spätestens 31. Dezember 1991 weitergeführt, soweit sie Aufgaben wahrnehmen, für die die Zuständigkeit der Länder gegeben ist. Die Einrichtung hat die Aufgabe, die Bevölkerung in dem in Artikel 3 genannten Gebiet nach den allgemeinen Grundsätzen des öffentlich-rechtlichen Rundfunks mit Hörfunk und Fernsehen zu versorgen….“
Der Einigungsvertrag wurde im Sommer 1990 verhandelt und am 31. August unterzeichnet, Volkskammer und Bundestag stimmten am 20. September, der Bundesrat am 21. September zu, in Kraft getreten ist er am 29. September 1990, vier Tage vor dem Tag der Einheit.
Weil der Auslandsrundfunk nicht zur Länderaufgabe gehörte (wie auch in der Bundesrepublik die Deutsche Welle vom Bund, nicht aus der Rundfunkgebühr finanziert wurde), erließ der Staatssekretär im Bundesinnenministerium, Hans Neusel, bereits am 26. September 1990 einen Organisationserlass, nach dem Radio Berlin International als Auslandsrundfunk der DDR am 2. Oktober um 24 Uhr seinen Betrieb einzustellen hatte.

## Organisation
Deutscher Fernsehfunk und Funkhaus Berlin (wie sich die ehemaligen Fernsehen und Rundfunk der DDR seit 1990 nannten) arbeiteten so – wie sie waren- unter Leitung ihrer (kommissarischen) Generalintendanten Michael Albrecht und Christoph Singelnstein weiter. Neu war die Einbindung in die „Einrichtung“ mit den im Absatz 2 des Artikels 36 vorgesehenen Organen „Der Rundfunkbeauftragte“ und „Der Rundfunkbeirat“.

„…Der Rundfunkbeauftragte leitet die Einrichtung und vertritt sie gerichtlich und außergerichtlich. Er ist für die Erfüllung des Auftrags der Einrichtung im Rahmen der dafür verfügbaren Mittel verantwortlich und hat für das Jahr 1991 unverzüglich einen in Einnahmen und Ausgaben ausgeglichenen Haushaltsplan aufzustellen.“

Der Rundfunkbeauftragte sollte von der Volkskammer auf Vorschlag des Ministerpräsidenten der DDR Lothar de Maizière gewählt werden oder aber, wenn das nicht zustande käme, von den Landessprechern der fünf neuen Ländern und dem Oberbürgermeister von (Ost-)Berlin. In den heißen letzten Monaten der DDR hatte die Volkskammer anderes zu tun als einen Rundfunkbeauftragten zu wählen, so berief Bundesminister Günther Krause am 15. Oktober, einen Tag nach den Landtagswahlen in den neuen Ländern, die noch amtierenden Landesbeauftragten und den Berliner OB Tino Schwierzina zur Wahl eines Rundfunkbeauftragten in die Außenstelle des Bundeskanzleramtes in der Klosterstraße in Berlin ein und schlug Rudolf Mühlfenzl, den Kandidaten des Bundeskanzlers, zur Wahl vor. Er wurde gewählt und am 23. Oktober vom Bundesinnenminister bestellt, der ihn und seine acht Berater auch bezahlte. Nur zwei der acht Berater kamen aus dem Umfeld des öffentlich-rechtlichen Rundfunks, die anderen aus dem Umfeld des kommerziellen Radios und Fernsehens bzw. von Staatskanzleien:
- Ronald Frohne (Recht und Personal; Stellvertreter)
- Roland Tichy (Medienpolitik, Stasiüberprüfung, Büroleiter; Stellvertreter)
- Volkram Gebel (Programmbeobachtung)
- Donald McLaughlin (Wirtschaft und Vermögen)
- Rolf Markner (Haushalt, Finanzen und Gebühren)
- Bernd Rieger (Haushalt, Finanzen und Gebühren)
- Helmut Haunreiter (Technik)
- Matthias Gehler (Pressesprecher)

Zweites Organ war der Rundfunkbeirat, seine Aufgaben beschreibt Abs. 4 Artikel 36 so:
„Der Rundfunkbeirat hat in allen Programmfragen ein Beratungsrecht und bei wesentlichen Personal-, Wirtschafts- und Haushaltsfragen ein Mitwirkungsrecht. Der Rundfunkbeirat kann den Rundfunkbeauftragten mit der Mehrheit von zwei Dritteln seiner Mitglieder abberufen. Er kann mit der Mehrheit von zwei Dritteln seiner Mitglieder einen neuen Rundfunkbeauftragten wählen.“
Obwohl Rudolf Mühlfenzl als Rundfunkbeauftragter umstritten war, ist es nie zu einer Abwahl gekommen. Das hing auch mit der Zusammensetzung des Rundfunkbeirats zusammen. Je drei der 18 Mitglieder wurden von den Landtagen bzw. der Stadtverordnetenversammlung von (Ost-)Berlin benannt, sie sollten Persönlichkeiten des öffentlichen Lebens als Vertreter gesellschaftlich relevanter Gruppen sein. Das war angelehnt an die Zusammensetzung der Rundfunkräte als Aufsichtsgremien der Landesrundfunkanstalten der Bundesrepublik Deutschland. In Wirklichkeit aber war der Rundfunkbeirat eher ein Ebenbild der parteipolitischen Verhältnisse in den Landtagen als eines der gesellschaftlichen Gruppen. Zwar war ein Schriftsteller sein Vorsitzender, Uwe Grüning, aber der war gleichzeitig CDU-MdL in Sachsen, und Günter Gaus, altgedienter linker Journalist aus dem Westen, saß für Brandenburg oder besser die SPD im Beirat. Knapp ein Jahr beriet der Beirat den Rundfunkbeauftragten Mühlfenzl von der konstituierenden Sitzung am 14. Dezember 1990 bis zur letzten am 18. Dezember 1991.

## Entwicklung
Der Rundfunkbeauftragte musste die Rundfunk- und Fernsehversorgung bis 31. Dezember 1991 aufrechterhalten und wollte dennoch schon mehr als die Hälfte des Personals abbauen. 3000 der ursprünglich 13.000 Mitarbeiter von Rundfunk und Fernsehen der DDR waren bis Oktober 1990 durch Outsourcing nicht medienrelevanter Bereiche wie Polikliniken, Einzelhandelsgeschäften und feinmechanischen Werkstätten sowie einzelnen Entlassungen etwa der Offiziere im besonderen Einsatz der Stasi oder von Fernsehproduktionspersonal ausgeschieden. Etwa 10.000 Mitarbeiter übernahm Mühlfenzl. Bis 30. Juni 1991 wollte er nur noch 6300, zum 30. September nur noch 3150 Mitarbeiter haben. Zum 31. Dezember 1991 arbeiteten noch etwa 5000 Menschen im Rundfunk und Fernsehen der DDR und wurden an diesem Tag um 24 Uhr entlassen. In der Zwischenzeit hatte Mühlfenzl zum 15. Dezember 1990 das ARD-Programm auf die erste Senderkette von DFF 1 schalten lassen und gleichzeitig die vorher nicht genutzte dritte Senderkette dem ZDF übergeben. Das zweite DDR-Fernsehprogramm wurde zur DFF-Länderkette, in den neuen Bundesländern entstanden neue Landesstudios, diese lieferten dem ARD-Programm Aktualität und anderen Produktionen bei.
Am 14. Februar 1991 erließ der Rundfunkbeauftragte Rudolf Mühlfenzl mit Zustimmung des Personalstrukturausschusses des Rundfunkbeirats und des Personalrats der Einrichtung seine Dienstanweisung Nr. 8: „Überprüfung nach rechtsstaatlichen Grundsätzen“. Alle Mitarbeiter bekamen in der 8. Kalenderwoche des Jahres einen Fragebogen und sollten ihn bis 28. Februar 1991 bei ihren jeweiligen Intendanten oder Landesdirektoren abgeben. Gefragt wurde darin u. a. nach SED-Zugehörigkeit, Parteifunktionen, Leitungstätigkeit, Stasi-Tätigkeit. Nicht wahrheitsgemäße Angaben sollten zur fristlosen Kündigung führen. Ausgewertet wurden die 9.600 abgegebenen Fragebögen von zwei Mitarbeitern aus der ehemaligen DDR, 1.700 davon für eine nähere Auswertung markiert. Zwei Kirchenvertreter haben dann 1.677 Fragebögen ausgewertet, 162 Mitarbeiter wegen fehlender Angaben einbestellt und am Schluss folgende Feststellungen getroffen:
- 202 Mitarbeiter (93 beim FS) hatten Beziehungen zur Stasi
- 197 Mitarbeiter (106 beim FS) sollten nicht mehr weiterbeschäftigt werden
- 627 Mitarbeiter (375 beim FS) sollten nicht mehr in Leitungsfunktionen beschäftigt werden
- 45 Mitarbeiter schieden aus diversen Gründen während der Aktion selbst aus[7]

Im Radio wurden die bereits im April 1990 im Vorfeld der Ländergründungen eingeführten Landesprogramme fortgeführt und gestärkt. Im letzten Teil seiner Amtszeit versuchte Mühlfenzl, möglichst viele Bestandteile des DDR-Rundfunks und -Fernsehens dauerhaft zu sichern. Er brachte das Radioprogramm DS-Kultur in den neu entstehenden nationalen Hörfunk Deutschlandradio ein, Rundfunksinfonieorchester und Rundfunkchor gingen in der neu entstehenden ROC GmbH auf, der Berliner Rundfunk, die Produktion des Fernsehprogramms elf99 und das Fernsehballett wurden privatisiert. Die Auflösung und Abwicklung des Deutschen Fernsehfunks und des Funkhauses Berlin, aber auch die Erhaltung der Programmbestände wurden auf die Zeit nach dem 31. Dezember 1991 verlagert. Rudolf Mühlfenzl gründete dazu die NFL-GmbH für Abwicklung und Auflösung aller Verträge und Sachmittel, die Länder die NLG-GmbH für die Verwertung der Grundstücke und die Abwicklung aller arbeitsrechtlichen Forderungen und die Chefs der Staats- und Senatskanzleien der neuen Bundesländer und Berlins nahmen das Angebot der ARD an, das Deutsche Rundfunkarchiv werde treuhänderisch für die neuen Landesrundfunkanstalten die Archive und Programmbestände von Radio und Fernsehen der DDR sichern.

## Finanzen
Finanziell hatte die Einrichtung nie Probleme. Denn am 14. September 1990 hatte der DDR-Medienminister Gottfried Müller noch ein kurz vorher von der Volkskammer beschlossenes Gesetz veröffentlicht, in dem vom 1. Oktober 1990 an die Rundfunkgebühr von ursprünglich 9 Mark der DDR auf die im Westen damals üblichen 19 DM pro Monat erhöht wurde. Trotz des Wegfalls des früheren Staatszuschusses, der zu DDR-Zeiten etwa so viel Geld in die Kasse brachte wie die Rundfunkgebühr, und eines erheblichen Modernisierungsstaus schwamm die Einrichtung im Geld. 1991 verfügte sie über einen Etat von etwa einer Milliarde DM. Mit dem Abbau der Programme, der Tatsache, dass Neuinvestitionen ausschließlich in den neuen Landesrundfunkanstalten stattfanden, brauchte sie aber weniger Geld als prognostiziert. So konnte die Einrichtung die neu entstehenden Landesrundfunkanstalten subventionieren, alle Abwicklungskosten einschließlich aller Abfindungen an die entlassenen Mitarbeiter übernehmen und am Schluss noch 500 Millionen DM an die neuen Landesrundfunkanstalten bzw. Bundesländer auszahlen.